# Obora (přírodní památka, okres Kroměříž)
Obora je přírodní památka u Kotojed v okrese Kroměříž. Důvodem ochrany je dubohabrový les se vzácnou květenou.
JZ od přírodní památky a JJV od obce Jarohněvice se v rámci lesní lokality Obora nachází i archeologické stopy – mohylové pohřebiště Mohylník, který je kulturní památkou České republiky evidovanou v Ústředním seznamu kulturních památek České republiky pod rejstříkovým číslem 16563/7-5991.